# فراسيون مختلف الساق
الفراسيون مختلف الساق (باللاتينية: Marrubium heterocladum) نوع نباتي من جنس الفراسيون يتبع الفصيلة الشفوية.

## الموئل والانتشار
موطنه المغرب العربي.